# 雙齒長螯蟹
雙齒長螯蟹（学名：Tanaocheles bidentata），舊作
双齿绿蟹（学名：Chlorodiella bidentata），为單型科長螯蟹科Tanaocheles屬之下兩個物種的其中一個螃蟹物種。
長久以來，本物種一直被劃歸扇蟹科的绿蟹属，直至2000年才被重新分類。

## 分佈
廣泛分佈於印度洋-太平洋海域，最東遠至中太平洋的新喀里多尼亚、中国大陆的西沙群岛、海南岛印度及最西處的印度洋及红海等地，生活环境为海水，多生活于珊瑚礁丛中。

## 外部連結
- 維基物種上的相關：雙齒長螯蟹